# Населення Словенії
Населення Словенії. Чисельність населення країни 2015 року становила 1,983 млн осіб (148-ме місце у світі). Чисельність словенців стабільно зменшується, народжуваність 2015 року становила 8,42 ‰ (218-те місце у світі), смертність — 11,37 ‰ (31-ше місце у світі), природний приріст — -0,3 % (217-те місце у світі) . 

## Природний рух

### Відтворення
Народжуваність у Словенії, станом на 2015 рік, дорівнює 8,42 ‰ (218-те місце у світі). Коефіцієнт потенційної народжуваності 2015 року становив 1,34 дитини на одну жінку (214-те місце у світі). Середній вік матері при народженні першої дитини становив 28,8 року (оцінка на 2011 рік).
Смертність у Словенії 2015 року становила 11,37 ‰ (31-ше місце у світі).
Природний приріст населення в країні 2015 року був негативним і становив -0,26 % (депопуляція) (217-те місце у світі).

### Вікова структура

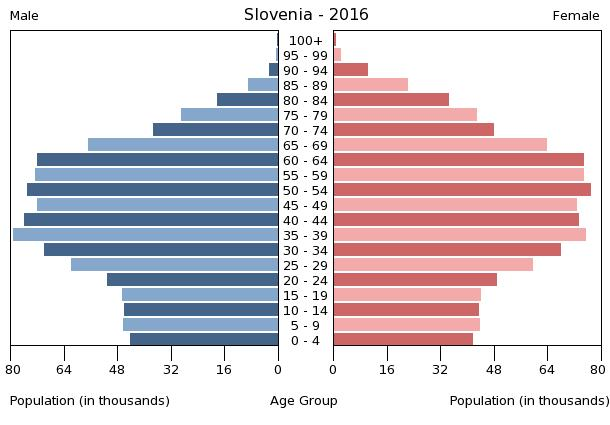
Віково-статева піраміда населення Словенії, 2016 рік

Середній вік населення Словенії становить 44,1 року (9-те місце у світі): для чоловіків — 42,5, для жінок — 45,9 року. Очікувана середня тривалість життя 2015 року становила 78,01 року (61-ше місце у світі), для чоловіків — 74,4 року, для жінок — 81,86 року.
Вікова структура населення Словенії, станом на 2015 рік, мала такий вигляд:
- діти віком до 14 років — 13,38 % (136 839 чоловіків, 128 560 жінок);
- молодь віком 15—24 роки — 9,76 % (99 207 чоловіків, 94 471 жінка);
- дорослі віком 25—54 роки — 43,65 % (437 238 чоловіків, 428 439 жінок);
- особи передпохилого віку (55—64 роки) — 14,81 % (144 737 чоловіків, 148 929 жінок);
- особи похилого віку (65 років і старіші) — 18,4 % (147 745 чоловіків, 217 247 жінок)[1].

### Шлюбність— розлучуваність
Коефіцієнт шлюбності, тобто кількість шлюбів на 1 тис. осіб за календарний рік, дорівнює 3,2; коефіцієнт розлучуваності — 1,2; індекс розлучуваності, тобто відношення шлюбів до розлучень за календарний рік — 38 (дані за 2010 рік). Середній вік, коли чоловіки беруть перший шлюб дорівнює 32,2 року, жінки — 29,7 року, загалом — 31 рік (дані за 2014 рік).

## Розселення
Густота населення країни 2015 року становила 102,7 особи/км² (106-те місце у світі). Населення країни розподілене досить рівномірно, утворені міські райони приваблюють для проживання значну частину населення; гірські райони на північному заході заселені менше.

### Урбанізація
Словенія середньоурбанізована країна. Рівень урбанізованості становить 49,6 % населення країни (станом на 2015 рік), темпи зростання частки міського населення — 0,08 % (оцінка тренду за 2010—2015 роки).
Головні міста держави: Любляна (столиця) — 279,0 тис. осіб (дані за 2014 рік).

### Міграції
Річний рівень імміграції 2015 року становив 0,37 ‰ (74-те місце у світі). Цей показник не враховує різниці між законними і незаконними мігрантами, між біженцями, трудовими мігрантами та іншими.

#### Біженці й вимушені переселенці
Станом на 2016 рік, до країни прибуло 477 мігрантів з Сирії.
У країні мешкає 4 особи без громадянства.
Словенія є членом Міжнародної організації з міграції (IOM).

## Расово-етнічний склад
| Етнічний склад (2002 рік) | Етнічний склад (2002 рік) | Етнічний склад (2002 рік) | Етнічний склад (2002 рік) | Етнічний склад (2002 рік) |
| ------------------------- | ------------------------- | ------------------------- | ------------------------- | ------------------------- |
| Етнос:                    |                           |                           | Відсоток:                 |                           |
| словенці                  | словенці                  |                           | 83.1%                     | 83.1%                     |
| серби                     | серби                     |                           | 2%                        | 2%                        |
| хорвати                   | хорвати                   |                           | 1.8%                      | 1.8%                      |
| бошняки                   | бошняки                   |                           | 1.1%                      | 1.1%                      |
| інші                      | інші                      |                           | 12%                       | 12%                       |

Головні етноси країни: словенці — 83,1 %, серби — 2 %, хорвати — 1,8 %, бошняки — 1,1 %, інші — 12 % населення (дані перепису 2002 року).

## Мови
| Мови Словенії (2002 рік) | Мови Словенії (2002 рік) | Мови Словенії (2002 рік) | Мови Словенії (2002 рік) | Мови Словенії (2002 рік) |
| ------------------------ | ------------------------ | ------------------------ | ------------------------ | ------------------------ |
| Мова:                    |                          |                          | Відсоток:                |                          |
| словенська               | словенська               |                          | 91.1%                    | 91.1%                    |
| сербо-хорватська         | сербо-хорватська         |                          | 4.5%                     | 4.5%                     |
| інші                     | інші                     |                          | 4.4%                     | 4.4%                     |

Офіційна мова: словенська — розмовляє 91,1 % населення країни. Інші поширені мови: сербо-хорватська — 4,5 %, італійська (офіційна в деяких регіонах), угорська (офіційна в деяких регіонах), інші мови — 4,4 % (перепис 2002 року). Словенія, як член Ради Європи, підписала 3 липня 1997 року і ратифікувала 4 жовтня 2000 року Європейську хартію регіональних мов (вступила в дію 1 січня 2001 року). Регіональними мовами визнані: італійська, угорська, циганська.

## Релігії
| Релігії в Словенії (2002 рік) | Релігії в Словенії (2002 рік) | Релігії в Словенії (2002 рік) | Релігії в Словенії (2002 рік) | Релігії в Словенії (2002 рік) |
| ----------------------------- | ----------------------------- | ----------------------------- | ----------------------------- | ----------------------------- |
| Віросповідання:               |                               |                               | Відсоток:                     |                               |
| католики                      | католики                      |                               | 57.8%                         | 57.8%                         |
| мусульмани                    | мусульмани                    |                               | 2.4%                          | 2.4%                          |
| православні                   | православні                   |                               | 2.3%                          | 2.3%                          |
| християни                     | християни                     |                               | 0.9%                          | 0.9%                          |
| атеїсти                       | атеїсти                       |                               | 15%                           | 15%                           |
| агностики                     | агностики                     |                               | 23%                           | 23%                           |

Головні релігії й вірування, які сповідує, і конфесії та церковні організації, до яких відносить себе населення країни: католицтво — 57,8 %, іслам — 2,4 %, православ'я — 2,3 %, інші течії християнства — 0,9 %, не сповідують жодної — 3,5 %, не визначились — 23 %, не сповідують жодної — 10,1 % (2002 рік).

## Освіта
Рівень письменності 2015 року становив 99,7 % дорослого населення (віком від 15 років): 99,7 % — серед чоловіків, 99,7 % — серед жінок.
Державні витрати на освіту становлять 5,7 % ВВП країни, станом на 2012 рік (51-ше місце у світі). Середня тривалість освіти становить 17 років, для хлопців — до 17 років, для дівчат — до 18 років (станом на 2014 рік).

## Охорона здоров'я
Забезпеченість лікарями в країні на рівні 2,54 лікаря на 1000 мешканців (станом на 2010 рік). Забезпеченість лікарняними ліжками в стаціонарах — 4,6 ліжка на 1000 мешканців (станом на 2013 рік). Загальні витрати на охорону здоров'я 2014 року становили 9,2 % ВВП країни (43-тє місце у світі).
Смертність немовлят до 1 року, станом на 2015 рік, становила 4 ‰ (192-ге місце у світі); хлопчиків — 4,51 ‰, дівчаток — 3,46 ‰. Рівень материнської смертності 2015 року становив 9 випадків на 100 тис. народжень (150-те місце у світі).
Словенія входить до складу ряду міжнародних організацій: Міжнародного руху (ICRM) і Міжнародної федерації товариств Червоного Хреста і Червоного Півмісяця (IFRCS), Дитячого фонду ООН (UNISEF), Всесвітньої організації охорони здоров'я (WHO).

### Захворювання
2014 року було зареєстровано 9 тис. хворих на СНІД (120-те місце у світі), це 0,08 % населення в репродуктивному віці 15-49 років (114-те місце у світі). Смертність 2014 року від цієї хвороби становила приблизно 100 осіб (109-те місце у світі).
Частка дорослого населення з високим індексом маси тіла 2014 року становила 27,4 % (33-тє місце у світі).

### Санітарія
Доступ до облаштованих джерел питної води 2015 року мало 99,7 % населення в містах і 99,4 % в сільській місцевості; загалом 99,5 % населення країни. Відсоток забезпеченості населення доступом до облаштованого водовідведення (каналізація, септик): в містах — 99,1 %, в сільській місцевості — 99,1 %, загалом по країні — 99,1 % (станом на 2015 рік). Споживання прісної води, станом на 2009 рік, дорівнює 0,94 км³ на рік, або 462,9 тонни на одного мешканця на рік: з яких 18 % припадає на побутові, 82 % — на промислові, 0 % — на сільськогосподарські потреби.

## Соціально-економічне становище
Співвідношення осіб, що в економічному плані залежать від інших, до осіб працездатного віку (15—64 роки) загалом становить 48,7 % (станом на 2015 рік): частка дітей — 22 %; частка осіб похилого віку — 26,7 %, або 3,7 потенційно працездатного на 1 пенсіонера. Загалом дані показники характеризують рівень затребуваності державної допомоги в секторах освіти, охорони здоров'я і пенсійного забезпечення, відповідно. За межею бідності 2012 року перебувало 13,5 % населення країни. Розподіл доходів домогосподарств у країні має такий вигляд: нижній дециль — 3,7 %, верхній дециль — 21,1 % (станом на 2012 рік).
Станом на 2016 рік, уся країна була електрифікована, усе населення країни мало доступ до електромереж. Рівень проникнення інтернет-технологій високий. Станом на липень 2015 року в країні налічувалось 1,45 млн унікальних інтернет-користувачів (115-те місце у світі), що становило 73,1 % загальної кількості населення країни.

### Трудові ресурси
Загальні трудові ресурси 2015 року становили 916 тис. осіб (146-те місце у світі). Зайнятість економічно активного населення у господарстві країни розподіляється таким чином: аграрне, лісове і рибне господарства — 8,3 %; промисловість і будівництво — 30,8 %; сфера послуг — 60,9 % (станом на 2012 рік). Безробіття 2015 року дорівнювало 12 % працездатного населення, 2014 року — 13,1 % (132-ге місце у світі); серед молоді у віці 15—24 років ця частка становила 20,2 %, серед юнаків — 19,4 %, серед дівчат — 21,3 % (54-те місце у світі).

## Кримінал

### Наркотики

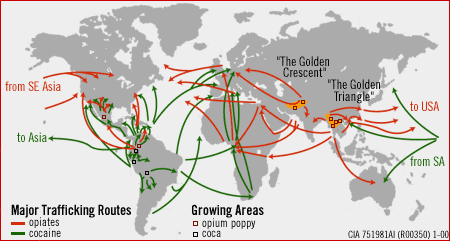
Світові маршрути наркотрафіку

Незначна транзитна країна для наркотрафіку кокаїну і південно-східноазійського героїну, що прямує до Західної Європи, речовин-прекурсорів.

### Торгівля людьми
Згідно зі щорічною доповіддю про торгівлю людьми (англ. Trafficking in Persons Report) Управління з моніторингу та боротьби з торгівлею людьми Державного департаменту США, уряд Словенії докладає усіх можливих зусиль в боротьбі з явищем примусової праці, сексуальної експлуатації, незаконною торгівлею внутрішніми органами, законодавство відповідає усім вимогам американського закону 2000 року щодо захисту жертв (англ. Trafficking Victims Protection Act’s), держава знаходиться у списку першого рівня.

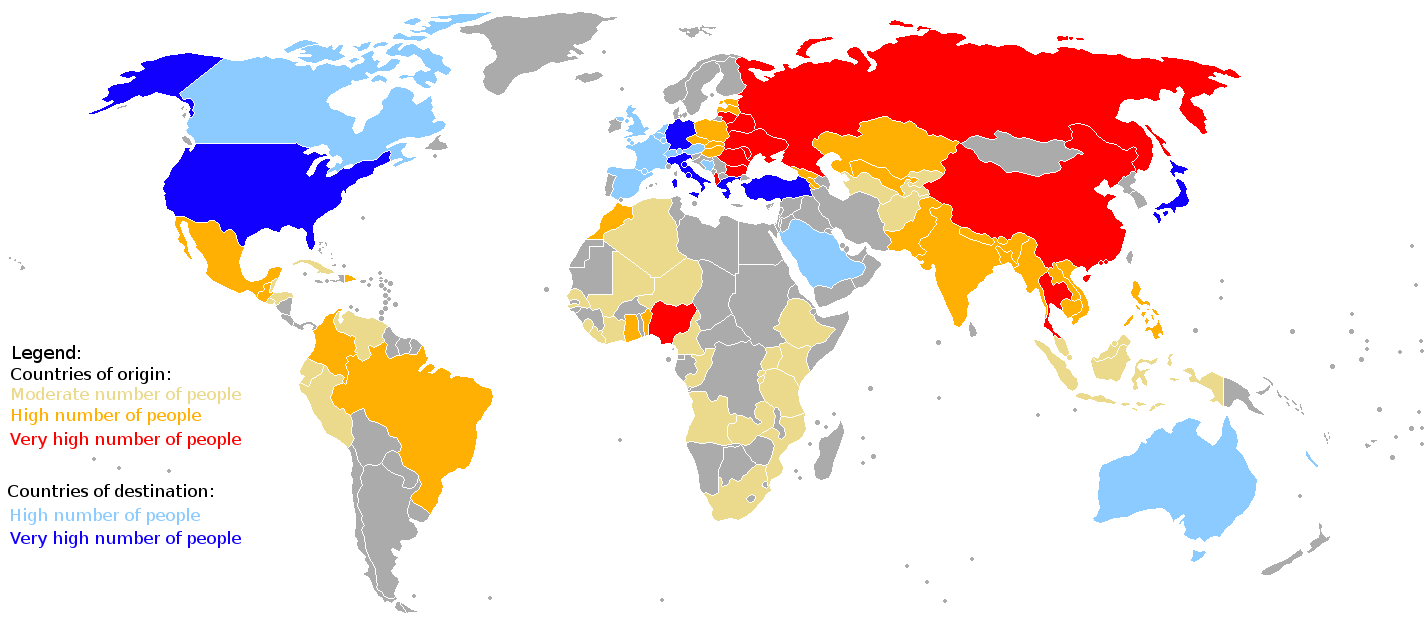
Країни-донори (червоний) і країни-реципієнти кримінальних потоків  (англ.)
Глобальна боротьба з торгівлею людьми (англ.)

## Гендерний стан
Статеве співвідношення (оцінка 2015 року):
- при народженні — 1,07 особи чоловічої статі на 1 особу жіночої;
- у віці до 14 років — 1,06 особи чоловічої статі на 1 особу жіночої;
- у віці 15—24 років — 1,05 особи чоловічої статі на 1 особу жіночої;
- у віці 25—54 років — 1,02 особи чоловічої статі на 1 особу жіночої;
- у віці 55—64 років — 0,97 особи чоловічої статі на 1 особу жіночої;
- у віці за 64 роки — 0,68 особи чоловічої статі на 1 особу жіночої;
- загалом — 0,95 особи чоловічої статі на 1 особу жіночої[1].

## Демографічні дослідження
Демографічні дослідження в країні ведуться рядом державних і наукових установ:

### Українською
- Атлас. 10-11 клас. Економічна і соціальна географія світу / упорядники :  О. Я. Скуратович, Н. І. Чанцева. — К. : ДНВП «Картографія», 2010. — ISBN 978-966-475-639-3.
- Атлас світу / голов. ред. І. С. Руденко ; зав. ред. В. В. Радченко ; відп. ред. О. В. Вакуленко. — К. : ДНВП «Картографія», 2005. — 336 с. — ISBN 9666315467.
- Безуглий В. В. Економічна і соціальна географія зарубіжних країн : Навчальний посібник. — К. : ВЦ «Академія», 2007. — 704 с. — ISBN 978-966-580-239-6.
- Безуглий В. В., Козинець С. В. Регіональна економічна і соціальна географія світу : Навчальний посібник. — видання 2-ге, доп., перероб. — К. : ВЦ «Академія», 2007. — 688 с. — ISBN 966-580-144-9.
- Гудзеляк І. І. Географія населення: Навчальний посібник / І. Гудзеляк. — Л. : Видавничий центр ЛНУ імені Івана Франка, 2008. — 232 с. — ISBN 978-966-613-599-8.
- Дахно І. І. Країни світу: Енциклопедичний довідник / І. І. Дахно, С. М. Тимофієв. — К. : Мапа, 2011. — 606 с. — (Бібліотека нового українця) — ISBN 978-966-8804-23-6.
- Дахно І. І. Економічна географія зарубіжних країн : навчальний посібник. — К. : Центр учбової літератури, 2014. — 319 с. — ISBN 978-611-01-0682-5.
- Джаман В. О. Регіональні системи розселення: демографічні аспекти. — Чернівці : Рута, 2003. — 392 с. — ISBN 9665685988.
- Дорошенко Л. С. Демографія: Навчальний посібник. — К. : МАУП, 2005. — 112 с. — ISBN 966-608-442-2.
- Дубович І. А. Країнознавчий словник-довідник. — 5-те вид., перероб. і доп. — К. : Знання, 2008. — 839 с. — ISBN 978-966-346-330-8.
- Економічна і соціальна географія країн світу. Навчальний посібник / За ред. Кузика С. П. — Л. : Світ, 2002. — 672 с. — ISBN 966-603-178-7.
- Загальна медична географія світу / В. О. Шевченко [та ін.] — К. : [б.в.], 1998. — 178 с.
- Крисаченко В. С. Динаміка населення: Популяційні, етнічні та глобальні виміри. — К. : Видавництво Національного інституту стратегічних досліджень, 2005. — 368 с. — ISBN 966-554-083-1.
- Любіцева О. О., Мезенцев К. В., Павлов С. В. Географія релігій. — К. : АртЕК, 1999. — 504 с. — ISBN 966-505-006-0.
- Масляк П. О. Країнознавство. — К. : Знання, 2007. — 292 с. — (Вища освіта XXI століття)
- Масляк П. О., Дахно І. І. Економічна і соціальна географія світу / П. О. Масляк, І. І. Дахно ; за ред. П. О. Масляка. — К. : Вежа, 2003. — 280 с. — ISBN 966-7091-53-8.

### Російською
- (рос.) Югославия // Демографический энциклопедический словарь / главн. ред. Валентей Д. И. — М. : Советская энциклопедия, 1985. — 608 с.
- (рос.) Югославия // Страны и народы. Зарубежная Европа. Восточная Европа / Редкол. : В. П. Максаковский (отв. ред.), Ю. В. Иванова и др. — М. : «Мысль», 1980. — 349 с. — (Страны и народы) — 180 тис. прим.
- (рос.) Атлас народов мира / Отв. ред. С. И. Брук и В. С. Апенченко. — М. : ГУГК ГГК СССР и Институт этнографии им. Н. Н. Миклухо-Маклая АН СССР, 1964. — 185 с. — 20 тис. прим.
- (рос.) Численность и расселение народов мира. Этнографические очерки / под ред. С. И. Брука. — М. : Издательство АН СССР, 1962. — 487 с.
- (рос.) Лаппо Г. М. География городов: Учебное пособие для географических факультетов вузов. — М. : Туманит, изд. центр ВЛАДОС, 1997. — 476 с. — ISBN 5-691-00047-0.
- (рос.) Урланис Б. Ц. Рост населения в Европе (опыт исчисления). — М. : ОГИЗ-Госполитиздат, 1941. — 436 с.
- (рос.) Ягельский А. География населения. — М. : Прогресс, 1980. — 383 с.